# Hossein-Ali Montazeri
Hossein-Ali Montazeri (persisk: حسین علی منتظری) (født 1922 i Najafabad, død 19. december 2009 i Qom) var en prominent iransk storayatollah, teolog, forfatter, systemkritiker og aktivist, der var en af lederne i den iranske revolution i 1979.
Montazeri stod i 1980'erne ayatollah Khomeini nær, og blev i 1985 udnævnt til at efterfølge ham. Han faldt imidlertid i unåde hos Khomeini som følge af massiv kritik af blandt andet henrettelserne af politiske fanger i 1988, og da der som følge af Khomeinis død i 1989 skulle udpeges en afløser, blev det Ali Khamenei i stedet for Montazeri. 
Montazeri fortsatte sin kritik af styret under Khamenei, selv om styret fra 1997 til 2003 satte ham i husarrest. Han advokerede for reformer af det politiske system i Iran, således at landet kom til at respektere demokrati og menneskerettigheder; han fandt, at landet efterhånden havde udviklet sig til et despotisk teokrati. Så sent som i foråret 2009 opfordrede han landets unge til at fortsætte demonstrationerne mod styret.